# Segunda División Peruana 1918
La Segunda División Peruana 1918, denominada como «VII Campeonato de Segunda División de la Liga Peruana de Football 1918», fue la 7.ª edición de la Segunda División del Perú y la 7.ª edición realizada por la ADFP.  El Sport Saenz Peña del Callao y el Sport Huáscar de Barranco, logran el campeonato y el subcampeonato respectivamente. 
Sport José Gálvez y Unión Miraflores no participaron de la Primera División 1918, por lo tanto, tuvieron a afiliarse a la segunda categoría. Se autorizó cuatro ascensos a la  máxima división de 1919.

## Equipos participantes
- Sport Saenz Peña  Callao - Campeón, Asciende a 1.ª División de 1919
- Sport Huáscar de Barranco - Subcampeón, Asciende a 1.ª División de 1919
- Sport Calavera de Surco Viejo - Asciende a 1.ª División de 1919
- Sport José Gálvez - Asciende a 1.ª División de 1919
- Sporting Fry N°1 Miraflores
- Sportivo Fry N°2 Lima
- Unión Miraflores N°1 Miraflores
- Unión Miraflores N°2 Miraflores
- Juan Bielovucic N°2
- Unión Gálvez Lima
- Sport Alianza N°2 La Victoria
- Carlos Tenaud Nº 1 Lima
- Atlético Bellavista Miraflores
- Escuela de Artes y Oficios
- Carlos Tenaud Nº 2 Lima
- Sport Inca N° 2 Rimac
- Sport Santa Catalina La Victoria
- Sportivo Piérola Lima
- Sport Victoria Lima
- Atlético Peruano N° 2 Rimac
- Sport Nacional Lima
- Unión Lima Lima
- Miraflores F.B.C. Miraflores - descendido
- Sporting Bellavista Miraflores - descendido
- Atlético Independencia Chorrillos - descendido
- Sport Arica N°1 Lima - descendido
- Chávez Sporting Club Lima - descendido
- Sport San Jacinto La Victoria - descendido

| Predecesora: 1917 | Segunda División del Perú 1918 | Sucesora: 1919 |